# Morat
Pour les articles homonymes, voir Morat (homonymie).
Cet article possède un paronyme, voir Murat.
Morat (Murten en allemand, Mora  en fribourgeois) est une localité et une commune suisse du canton de Fribourg, située dans le district du Lac, dont elle est le chef-lieu.

## Histoire

### Préhistoire et Antiquité
La région de Morat est déjà habitée par des humains dans la période du Mésolithique.
Vers 100 avant Jésus-Christ, la région de Morat est habitée par le peuple celte des Helvètes, et plus précisément par la tribu des Tigurins. Après la guerre des Gaules, les Romains occupent progressivement la région et Morat est en tout cas intégrée à l'empire romain en 13 avant Jésus-Christ au sein de la province nommée Belgica. À partir de 89 après Jésus-Christ, la région de Morat est rattachée, comme une grande partie de la Suisse actuelle, à la province Germania Superior, puis en 297 à la province Sequania au sein de la préfecture des Gaules. 
Durant la période romaine de Morat (de 13 avant Jésus-Christ à 401 après Jésus-Christ), la région est bien peuplée, car elle est située au bord d’un axe de communication nord-sud reliant Rome à la Germanie par le col du Grand-Saint-Bernard, d'Aventicum (Avenches) à Solodurum (Soleure) et Windisch, et leur jonction vers Augusta Raurica à travers les Gorges du Taubenloch, et passant par le col de Pierre Pertuis.
À partir de 443 après Jésus-Christ, la région de Morat passe sous contrôle des Burgondes, au sein du territoire nommé Sapaudia, car les Romains souhaitent que ceux-ci les protègent des Alamans. Après la chute de l'empire romain d'occident en 476, la région de Morat reste sous domination burgonde. 

### Moyen Âge
Au Moyen Âge, la ville est mentionnée en 515 sous le nom Muratum (de murus en latin), alors qu'elle est sous domination burgonde. Elle appartient ensuite au premier royaume de Bourgogne. Après la conquête de ce dernier par Pépin de Herstal, Morat est intégrée au royaume franc d'Austrasie, avant d'être incluse avec ce dernier au royaume carolingien de Pépin le Bref, qui deviendra un empire sous le règne de son fils Charlemagne. Lors de la partition de l'empire carolingien en 843, Morat se retrouve au sein de la Francie médiane sous la suzeraineté de Lothaire Ier. Par la suite, elle est intégrée au second royaume de Bourgogne.
La succession du roi bourguignon Rodolphe III provoque, en 1032, des affrontements entre l'empereur du Saint-Empire romain germanique Conrad II et Eudes II de Blois, comte de Champagne, durant lesquels Morat est détruite. En 1079, l'empereur Henri IV donne Morat à l'évêque de Lausanne.
Une ville nouvelle est fondée entre 1159 et 1179 par le duc Berthold IV de Zähringen (Herzog en allemand) ou par l'évêque de Lausanne Landri de Durnes. Le duc accorde des franchises à la ville. En 1218, la lignée des Zähringen s'éteint et Morat est reconnue comme ville impériale libre par l'empereur du Saint-Empire romain germanique Frédéric II. En 1245, elle conclut une alliance avec Fribourg, puis en en 1318 avec Berne.
En 1255 Morat passe sous la protection de la Savoie, mais Rodolphe Ier de Habsbourg, empereur du Saint-Empire romain germanique, la conquiert. Après la mort de l'empereur, Amédée V de Savoie reprend la ville en 1291, avant de la rendre à Albert Ier de Habsbourg, empereur du Saint-Empire romain germanique. En 1310, le Saint-Empire la vend toutefois à la Savoie.
En 1465, Amédée IX donne la ville à son frère Jacques de Savoie (comte de Romont), qui se lie d'amitié avec Charles le Téméraire et devient en 1473 gouverneur de Bourgogne. Dans le contexte des guerres de Bourgogne, Berne et Fribourg en tirent prétexte pour occuper Morat en octobre 1475. Le 22 juin 1476 a lieu la bataille de Morat, qui voit la victoire des Confédérés suisses, alliés de Louis XI, sur Charles le Téméraire, duc de Bourgogne. Après la bataille, Morat devient un baillage commun de Fribourg et Berne.

### XVIIIe–XXIesiècles
En 1798, durant l'invasion de l'ancienne Confédération des XIII cantons par les armées révolutionnaires françaises, la garnison bernoise se retire de Morat et la cède aux Français. Après l'invasion et l'instauration de la République helvétique, le baillage devient le district de Morat au sein du canton de Sarine et Broye. En 1803, Morat est finalement rattachée au canton de Fribourg, probablement sur recommandation de Louis d'Affry, dans le cadre de l'Acte de Médiation de Napoléon, ce alors que les Moratois auraient préféré rejoindre le canton de Berne. Après le départ des troupes françaises de Suisse en 1813, Morat reste intégrée au canton de Fribourg.
En 1848, après la guerre du Sonderbund et la défaite de l'alliance du Sonderbund dont Fribourg fait partie, les radicaux victorieux placent Morat au sein du district du Lac.
Pendant la Seconde Guerre mondiale, en 1939 et 1940, la région de Morat accueille une division de l'armée suisse et est fortifiée dans le cadre de la stratégie du Réduit national. Pendant la guerre froide, des travaux de fortification se poursuivent à Morat, notamment avec l'installation de bunkers équipés de tourelles de chars.

Photo aérienne prise à 300 m par Walter Mittelholzer (1919).

En 2002, Morat est l'une des villes organisatrices de l'Exposition nationale suisse de 2002.
Le 1er janvier 1991, Morat absorbe la commune voisine d'Altavilla. Puis, le 1er janvier 2013, l'ancienne commune de Buchillon est rattachée à celle de Morat. Enfin, le 1er janvier 2016, ce sont les communes de Courlevon, Jentes, Lourtens et Salvagny qui sont fusionnées avec Morat. Le 1er janvier 2022, les communes de Clavaleyres, Galmiz, et Champagny fusionnent avec Morat.

## Géographie
Morat se situe à l'est du lac de Morat, en face du Mont Vully, à 14 km au nord de Fribourg. Morat et les villages voisins de Meyriez et Montilier forment une agglomération. Une partie de la zone industrielle de Morat est située sur la commune de Courgevaux.
La commune possède une rive de près de 1,8 km de long. Le territoire de la commune s'étend au sud-ouest sur les plateaux du Champ de Meyriez et de Fin de Mossard, où la commune de Meyriez est enclavée le long du lac. À l'est, la commune s'étend jusqu'aux villages de Châtel (518 m) et d'Altavilla (537 m), qui ont été absorbés par la commune de Morat depuis 1975 et 1991, respectivement.
Une étroite bande (500 m de large pour 4 km de long) détachée du reste de la commune se situe dans la plaine, intensivement cultivée, du Grand marais entre les villages de Galmiz, Mont-Vully, Essert ainsi que Monsmier dans le canton de Berne. Les autres communes voisines de Morat sont Cormondes, Courgevaux, Courtepin, Cressier, Greng, Meyriez, Montilier, Ormey ainsi que Villars-les-Moines dans le canton de Berne. La commune jouxte également la forêt domaniale du Galm.
Selon l'Office fédéral de la statistique, Morat mesure 3 641 ha. 21,6 % de cette superficie correspond à des surfaces d'habitat ou d'infrastructure, 51,5 % à des surfaces agricoles, 26,3 % à des surfaces boisées et 0,5 % à des surfaces improductives.

## Localités
Morat comprend les localités suivantes avec leur code postal et les dates des différentes fusions :
| Localité                 | NPA  | Année de fusion          |
| ------------------------ | ---- | ------------------------ |
| Altavilla                | 3280 | 1991                     |
| Büchslen (Buchillon)     | 3215 | 2013                     |
| Burg bei Murten (Châtel) | 3280 | 1975                     |
| Gempenach (Champagny)    | 3215 | 2022                     |
| Galmiz (Charmey)         | 3285 | 2022                     |
| Clavaleyres              | 1595 | 2022                     |
| Courlevon                | 1795 | 1974 et 2016             |
| Coussiberlé              | 1795 | 1974                     |
| Jeuss (Jentes)           | 1793 | 2016                     |
| Lurtigen (Lourtens)      | 3215 | 2016                     |
| Morat                    | 3280 | 1975, 1991, 2013 et 2016 |
| Salvenach (Salvagny)     | 1794 | 2016                     |

## Démographie

### Population
Morat compte 9 630 habitants en 2025. Sa densité de population atteint 262 hab./km2. En 2025, 20 % de la population était de nationalité étrangère.
Le graphique suivant résume l'évolution de la population de Morat entre 1850 et 2008 (incluant celle des communes absorbées pendant cette période) :

### Langues
Au XVe siècle, le français est encore la langue principalement parlée à Morat, même si l'immigration alémanique médiévale tend à amenuir cela. À partir du moment où Morat devient un bailliage commun de Fribourg et Berne, ces derniers mènent une politique de germanisation de la région en favorisant l'installation de maîtres d'école et de pasteurs germanophones. C'est ainsi que l'allemand devient majoritaire à la fin du XVIIe siècle.
De nos jours, Morat est située sur la frontière linguistique entre l'allemand et le français, dans le district du Lac ; 82 % de la population parle allemand, 15 % français, 0,5 % italien, et 2,5 % une autre langue (2025), mais une grande partie des habitants (40 % des germanophones et 56 % des francophones) est bilingue. Morat constitue un des liens entre la Suisse alémanique et la Suisse romande, entre Fribourg et Bienne. Un certain nombre d'habitants militent actuellement pour une officialisation du statut bilingue de la ville. L'association Murten Morat Bilingue a notamment promu le bilinguisme entre 2011 et 2016. En 2025, un projet de loi cantonal liste Morat dans les 12 communes fribourgeoises potentiellement éligibles au statut officiel de commune bilingue.

### Religions
En 1530, Guillaume Farel est envoyé par Berne à Morat où il obtient, à une courte majorité lors d'une votation, l'interdiction de la religion catholique (sous peine d'amende ou de prison). Cette interdiction reste en vigueur jusqu'à l'acte de médiation de Napoléon en 1803 qui établit la liberté du choix de sa confession. En 2025, la population compte 40 % de protestant et 22 % de catholiques.

## Politique
Le pouvoir législatif est exercé à Morat par le Conseil général. Il se compose de 52 membres élus pour 5 ans répartis ainsi pour la législature 2022-2026 : 17 élus du Parti libéral-radical (PLR), 16 élus de l'Union démocratique du centre (UDC), 11 élus d'un groupe parlementaire de gauche formé du Parti socialiste (PS) et des Verts, et 9 élus d'un groupe parlementaire formé du Centre, des Vert'libéraux, du Parti évangélique, et de la liste « Jeunes de Morat ». 
Le pouvoir exécutif est exercé à Morat par le Conseil communal. Il se compose de 7 membres répartis ainsi pour la législature 2022-2026 : 4 PLR, 2 PS et 1 UDC.

## Tourisme
Le tourisme est un des points forts de la ville qui a mis en place un règlement strict pour les constructions et la protection du patrimoine. La vieille ville et le bord du lac ont amplement préservé leur état d'origine et d'ensemble. Les remparts font actuellement encore presque le tour de la ville, ce qui témoigne des anciens conflits dans la région.
Le village obtient en 2022 le label Meilleurs villages touristiques de l'Organisation mondiale du tourisme.
Le musée de Morat propose une exposition permanente centrée sur l'histoire de la ville et de la région, et présente par ailleurs des œuvres picturales dans le cadre d'expositions temporaires.

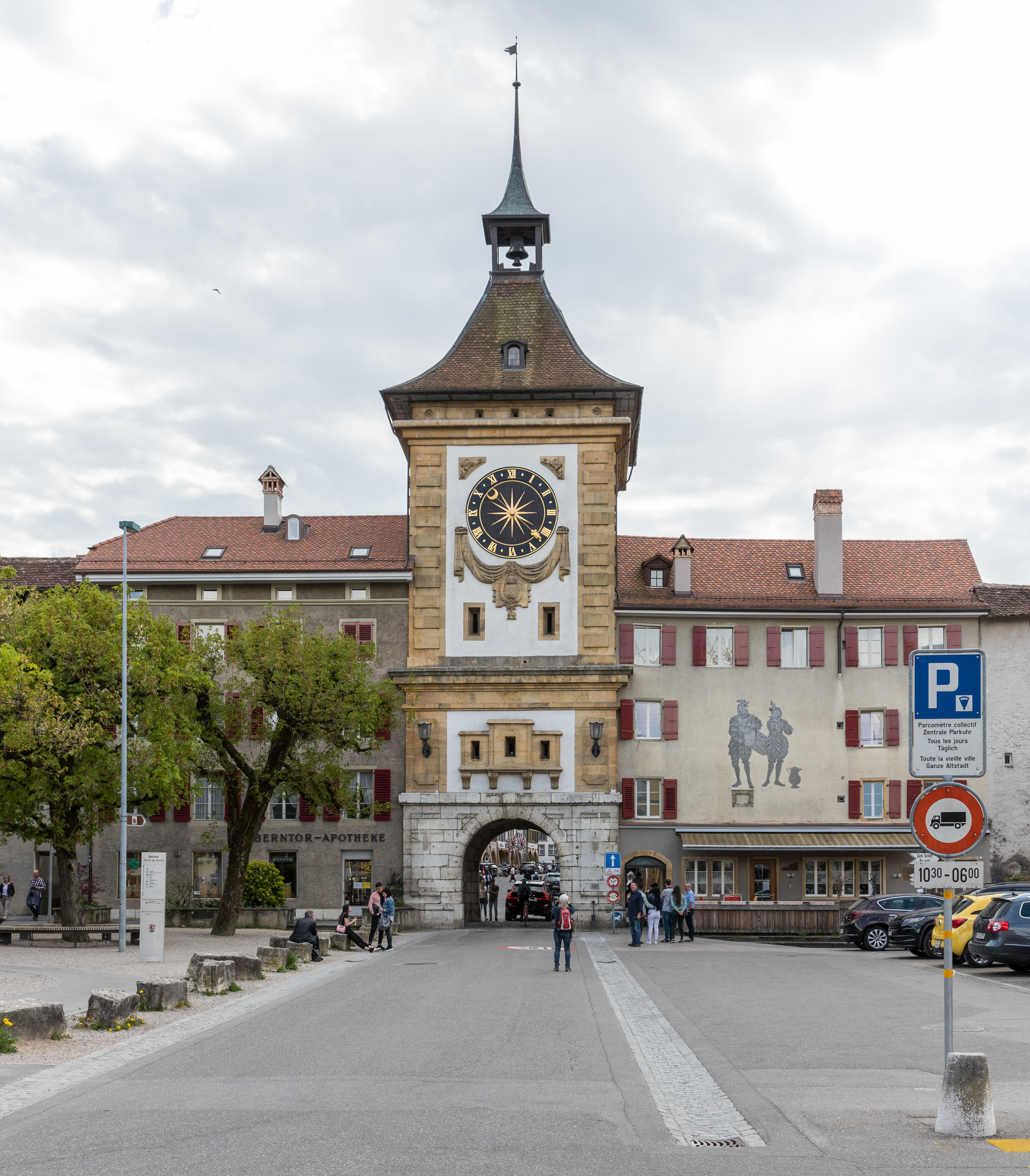
Vue nord de la porte de Berne.
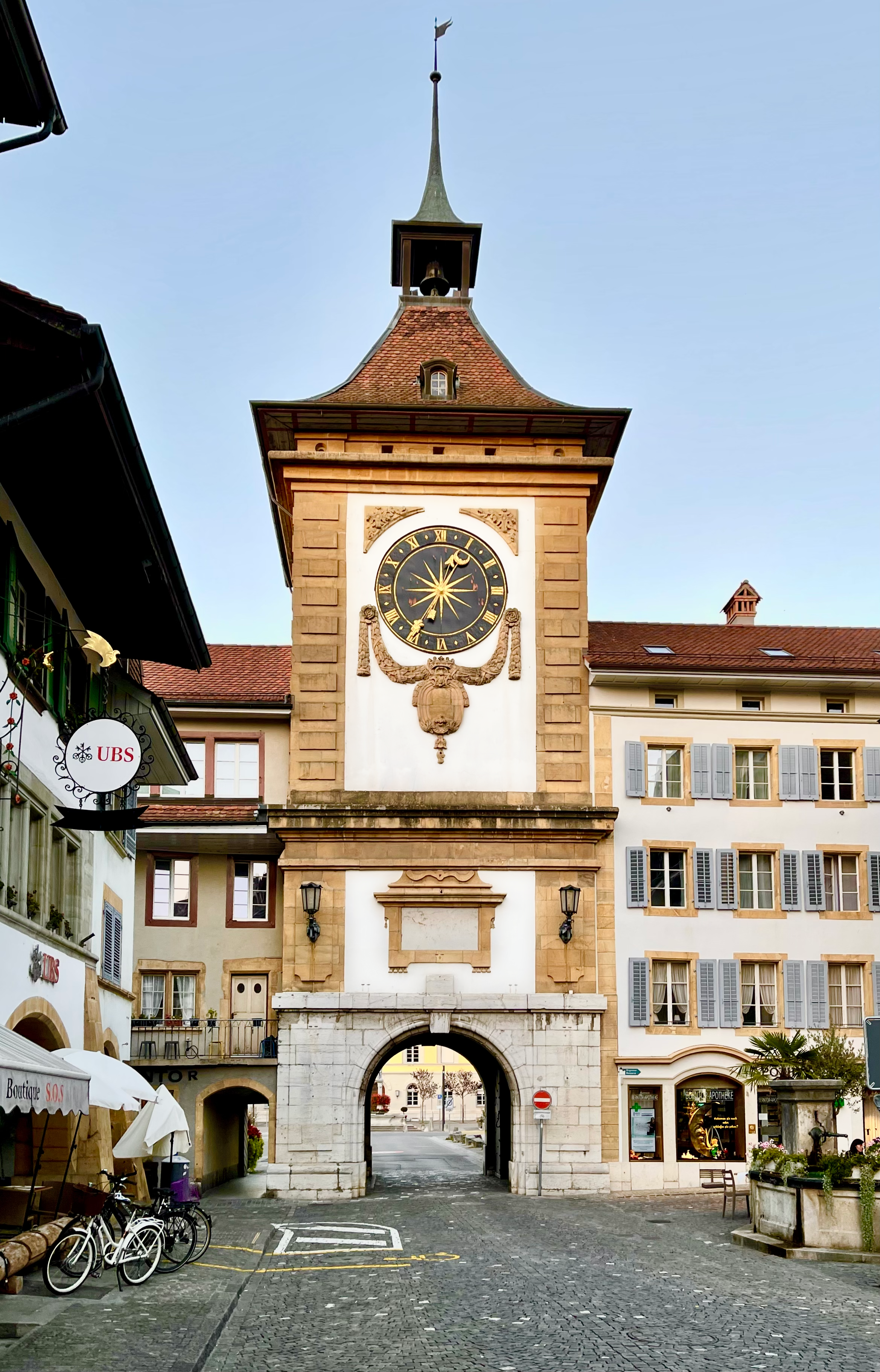
Vue sud de la porte de Berne en 2023.

## Culture et patrimoine

### Héraldique
| Blason | Blasonnement : D'argent au lion de gueules couronné d'or, soutenu de trois coupeaux de sinople. |

### Presse
Depuis 1855, existe le journal en langue allemande le Murtenbieter. Jusqu'en 1995, il porte le sous-titre « organe radical » avant de devenir ensuite un journal a-partisan.

### Traditions / Manifestations
- La course Morat-Fribourg, course à pied en octobre
- Le « slow-UP », événement national dont le but est de motiver la population à plus d'exercice physique. Un dimanche de mai, tout le tour du lac de Morat (32 km) est interdit à la circulation automobile pour permettre aux gens d'en faire le tour à l'aide de véhicules à propulsion humaine.
- Murtenclassic, festival de musique classique se tenant à la fin de l'été avec de nombreux concerts dans la cour du château, sur une scène prévue à cet effet.
- Solennité (22 juin) : fête de la bataille de Morat
- Le Festival des Lumières de Morat est organisé chaque année en janvier depuis 2016[36],[37].
- Les Tambours des votations

#### Les tambours des votations
Les dimanches de votations et d’élections, à l’heure d’ouverture du bureau de vote, un groupe de tambours, qui peut aller de deux à six ou huit, se déplace à travers la vieille ville de Morat et se rend au local de vote (l’école devant la ville) pour rappeler le devoir citoyen à la population. Le groupe, dont la taille est variable selon les années, se retrouve devant la maison « Rübenloch » et marche en battant le tambour jusqu’au local de vote dans l’école. Cette coutume n’a gardé qu’un caractère symbolique depuis l’introduction du vote par correspondance.
Il faut remonter au début de la Société des tambours de Morat pour trouver quelques mentions dans les procès-verbaux puis dans les livres de comptes (depuis 1934) où il apparaît que la ville paie un forfait de 10 francs à la société pour cette prestation. En 1936, une description détaillée figure au rapport annuel : « le 3 décembre ont eu lieu les élections cantonales. À onze heures du matin et à une heure de l’après-midi nous avons joué du tambour à travers la vieille ville puis, à quatre heures, nous avons fini autour d’un verre de vin et d’une saucisse à l’auberge Ringmauer. »
Le tambour des votations a été expressément mentionné durant des décennies dans les statuts de la Société des fifres et tambours. Depuis la dernière modification, les statuts fixent simplement une obligation faite aux membres de participer à toutes les activités de la société ; la prestation du jour des votations y est implicitement incluse puisqu’elle figure dans le programme annuel. La tradition est reconnue aussi bien par les tambours que par les instances de la Ville, celle-ci leur accordant un subside annuel au sens d’un mandat de prestations pour diverses interventions. On peut en déduire que la pratique est antérieure à la fondation de cette société (le 19 mars 1932). À ce moment-là, il est fait mention d’une ancienne société de tambours et on en trouve aussi l’évocation dans le journal Murtenbieter quand celui-ci parle, le 29 juin 1932, d’une « renaissance » de la société. On peut supposer que la société précédente remplissait les mêmes fonctions, dont la tâche de rappeler leurs devoirs aux citoyens les dimanches de votation.

## Transports
Le raccordement de Morat au réseau ferroviaire suisse eut lieu en 1876.
- Sur la ligne ferroviaire Payerne - Domdidier - Avenches - Morat
- Sur la ligne ferroviaire Morat - Chiètres - Berne
- Sur la ligne ferroviaire Fribourg - Courtepin - Morat - Anet - Neuchâtel
- Autoroute A1 Lausanne - Yverdon-les-Bains - Berne, sortie 29
- Débarcadère pour les bateaux circulant sur les lacs de Morat, Neuchâtel et Bienne